# 玉田豊夢
玉田 豊夢（たまだ とむ、1975年6月23日 - ）は、日本のドラマー。本名同じ。大分県臼杵市出身。

## 人物
膨大な数のレコーディング/ライヴをこなす日本のトップ・ドラマー。これまでに、aiko、あいみょん、絢香、家入レオ、小谷美紗子、角松敏生、斉藤和義、椎名林檎、柴咲コウ、Superfly(越智志帆)、つじあやの、浜崎あゆみ、miwa、吉井和哉、吉田美奈子、レキシ、いきものがかり、コブクロ、DEPAPEPE、ポルノグラフィティ、フジファブリック、山本彩、星野源、B'z、宮本浩次、などの数多くのアーティストの作品のレコーディングやライブなどに参加している。

## 略歴
幼少の頃から打楽器に興味を持つ。「臼杵祇園まつりというのがあって。山車で練り歩く時の、♪ドンドンチキチンドンチキチン、っていう祭り太鼓をやりたいなあと思っていて。物心ついた頃から、太鼓とかドラムに異様に興味があったというか、生まれながらにして好きだったような気がしますね」
12歳の頃、音楽番組を見ながら見よう見まねでドラムのスネアに合わせて鉛筆で紙を叩いて以来、ドラムに没頭。その頃から廃材などで製作した自作のドラムセットを叩き始める。
1998年よりプロとして活動をスタート。
1999年、ギターボーカル・町田昌弘、ベース・TOMOTOMO club（THE BEACHES、THE JERRY LEE PHANTOM）と共にバンド・The Pretty Side Movieを結成。
2001年、ROCK IN JAPAN FESTIVAL 2001において、以前からサポートしていた中村一義のステージに参加。中村とその時のバックバンドのメンバーでバンド・100sを結成。
2003年、石野田奈津代、同じ100sのメンバー山口寛雄と町田昌弘と共にバンド・kiccaを結成。
2004年より100sが本格的に始動する。
2005年、小谷美紗子のアルバム『night』の制作を機に、小谷美紗子、山口寛雄と共に小谷美紗子Trioを結成。
2014年7月、音楽プロデューサーの亀田誠治、「flumpool」の山村隆太（Vo）と阪井一生（G）、「WEAVER」の杉本雄治（Vo, Piano）とともに、期間限定ユニット・THE TURTLES JAPANを結成。

## 参加バンド
- The Pretty Side Movie
- 100s
- kicca
- 小谷美紗子Trio
- odani misako ta-ta[注 1]
- C.C.King
- THE TURTLES JAPAN
- 宮本浩次

## 提供作品
片平里菜
- 「ラブソング」（片平里菜・須藤優・戸高賢史と共編曲）

斉藤和義
- 「それから」（斉藤和義・藤井謙二・辻村豪文・隅倉弘至・高野勲と共作曲・共編曲）
- 「メリークリスマス」（斉藤和義・藤井謙二・隅倉弘至と共作曲・共編曲）

## レコーディング参加
※特記以外は全てドラムでの参加。
aiko
- 「約束」
- 「卒業式」
- 「No.7」
- 「アップルパイ」
- 「telepathy」

アイナ・ジ・エンド
- 「宝者」

あいみょん
- 「ら、のはなし」

AKINO
- 「君の神話〜アクエリオン第二章」
- 「イヴの断片」

絢香
- 「number one」
- 「Hello」
- 「アカイソラ」
- 「そこまで歩いていくよ」
- 「Have fun!!」
- 「No end」
- 「Lose control」
- 「カラフル!!」
- 「ネオンライト」
- 「コトノハ」

新垣結衣
- 「そら」
- 「WALK」

alan
- 「群青の谷」

有安杏果
- 「サクラトーン」
- 「虹む涙」
- 「Runaway」
- 「ナツオモイ」

安藤裕子
- 「林檎殺人事件 feat. 池田貴史」

家入レオ
- 「JIKU」
- 「サザンカ」

いきものがかり
- 「最後の放課後」
- 「歩いていこう」（ドラム・タンバリン）
- 「1 2 3 〜恋がはじまる〜」
- 「笑顔」
- 「GOLDEN GIRL」
- 「あなた」
- 「夢題 〜遠くへ〜」
- 「ラストシーン」
- 「愛言葉」
- 「おやすみ」
- 「マイサンシャインストーリー」
- 「なんで」
- 「恋愛小説」
- 「東京」
- 「ぬくもり」
- 「キラリ」
- 「LIFE」
- 「春」
- 「明日ハレルカナ」
- 「SNOW AGAIN」
- 「太陽」
- 「さよなら青春」
- 「生きる」
- ｢からくり｣
- ｢わたしが蜉蝣｣

石崎ひゅーい
- 「ピーナッツバター」
- 「ワスレガタキ」

伊藤かな恵
- 「つまさきだち」

稲葉浩志
- 「BANTAM」

ウカスカジー
- 「サンシャインエブリデイ」
- 「握手」
- 「春の歌」
- 「HAPPY HOUR」

宇多田ヒカル
- 「真夏の通り雨」

大知正紘
- 「バルーン」
- 「ハリツケの街の季節」

大原櫻子
- 「大好き」
- 「マイ フェイバリット ジュエル」
- 「Over The Rainbow」
- 「無敵のガールフレンド」
- 「踊ろう」

小野大輔
- 「鳥の夢」

梶裕貴
- 「sense of wonder」

片平里菜
- 「煙たい」
- 「lucy」

角松敏生
- 「NO TURNS」
- 「Citylights Dandy」
- 「REBIRTH 1 〜re-make best〜」
- 「THE MOMENT」

関ジャニ∞
- 「侍唄」
- 「青春のすべて」

岸田繁
- 「となりのトトロ」

GReeeeN
- 「海になれたら」

栗林みな実
- 「Little Promise」

倖田來未
- 「I'll be there」
- 「Alone」
- 「Stand by you」

琴音
- 「ここにいること」
- 「戯言〜ひとりごと〜」
- 「夢物語」
- 「しののめ」

斉藤和義
- 「攻めていこーぜ!」
- 「マディウォーター」
- 「Are you ready?」
- 「罪な奴」
- 「Stick to fun! Tonight!」
- 「Small Stone」

坂本真綾
- 「Private Sky」
- 「失恋カフェ」
- 「ループ〜sunset side」

沢井美空
- 「低空飛行の鳩」

椎名林檎
- 「至上の人生」
- 「どん底まで」
- 「最果てが見たい」
- 「長く短い祭」
- 「神様、仏様」
- 「労働者」（ドラム・パーカッション）
- 「静かなる逆襲」
- 「走れゎナンバー」
- 「ありきたりな女」
- 「カプチーノ」

柴田淳
- 「Multiverse」
- 「君のこと」
- 「私はここよ〜拝啓、王子様☆シーズン５〜」

私立恵比寿中学
- 「頑張ってる途中」
- 「U.B.U.」
- 「なないろ」

スガシカオ
- 「モノラルセカイ」

スキマスイッチ
- 「星のうつわ」
- 「蝶々ノコナ」
- 「パーリーǃ パーリーǃ」

鈴木亜美
- 「愛してる きっと」

鈴木雅之
- 「メロディー」

鈴村健一
- 「シンプルな未来」
- 「Landscaper」

supercell
- 「君の知らない物語」

Superfly
- 「Ambitious」
- 「覚醒」
- 「ハッピーデイ」
- 「Lilyの祈り」
- 「サンディ」
- 「Gifts」
- 「Farewell」
- 「Power Of Hug」
- 「Together」

スフィア
- 「Hazy」

SMAP
- 「華麗なる逆襲」

DIALOGUE+
- 「ドラマティックピース!!」

高橋優
- 「産まれた理由」

竹原ピストル
- 「狼煙 (ver.2)」
- 「奥底の歌」

田村ゆかり
- 「スパークリング☆トラベラー」

寺岡呼人
- 「Departure」

Do As Infinity
- 「恋歌」
- 「君の為に今できること」

トミタ栞
- 「だめだめだ」

DEPAPEPE
- 「Sky!Sky!Sky! '07 ver.」
- 「さざなみ splash ver.」
- 「いつかみた道 '07 ver.」
- 「DUNK studio session」
- 「SINGING BIRD」

中川翔子
- 「午前六時」

中村一義
- 「ピーナッツ」
- 「ショートホープ」
- 「ロックンロール」
- 「素晴らしき世界」

nano.RIPE
- 「絵空事」
- 「アンサーソング」
- 「うつくしい世界」
- 「ぼくなりのおとぎ話」
- 「ナンバーゼロ」
- 「よすが」
- 「サクゴエ」
- 「架空線」

新山詩織
- 「あたしはあたしのままで」

NEWS
- 「トップガン」

Negicco
- 「ねぇバーディア」

秦基博
- 「Q & A」
- 「仰げば青空」

浜崎あゆみ
- 「alterna」
- 「Will」
- 「Beautiful Fighters」
- 「fated」
- 「Mirrorcle World」
- 「Days」
- 「GREEN」
- 「Rule」
- 「Sunrise 〜LOVE is ALL〜」
- 「Sunset 〜LOVE is ALL〜」
- 「You were...」
- 「RED LINE 〜for TA〜」
- 「progress」
- 「Why...」
- 「Melody」
- 「About You」
- 「(miss)understood」
- 「1 LOVE」
- 「It was」
- 「kiss o' kill」
- 「Marionette」
- 「untitled 〜for her〜」
- 「Bye-bye darling」

B'z
- 「マジェスティック」
- 「WOLF」[7]
- 「きみとなら」[8]
- 「マミレナ」
- 「山手通りに風」
- 「You Are My Best」
- 「STARS」
- 「Dark Rainbow」
- 「君の中で踊りたい2023」

福田沙紀
- 「Spr*ing for you」

フジファブリック
- 「Gum」
- 「LIFE」
- 「シャリー」
- 「カタチ」
- 「卒業」
- 「Walk On The Way」
- 「破顔」
- 「手紙」
- 「LET'S GET IT ON」
- 「恋するパスタ」
- 「High & High」
- 「前進リバティ」
- 「東京」（パーカッション）
- 「戦場に捧げるメロディー」
- 「オーバーライト」
- 「ゴールデンタイム」
- 「O.N.E」
- 「LOVE YOU」(ドラム、コンガ、カウベル)
- 「SHINY DAYS」
- 「赤い果実 feat.JUJU」（ドラム、クラバス）
- 「たりないすくない feat.幾田りら」
- 「楽園」（ドラム、コンガ）
- 「Dear」
- 「あなたの知らない僕がいる feat.秦基博」（ドラム、タンバリン）
- 「君を見つけてしまったから」
- 「KARAKURI」
- 「Portrait」
- 「音楽」
- 「ショウ・タイム」（ドラム、パーカッション）
- 「Tie Up(フジファブリズム)」（バカリズムとのコラボ曲、「バカリズムと」名義）

藤巻亮太
- 「ing」
- 「ゆらせ」
- 「born」
- 「ベテルギウス」
- 「twilight」
- 「パーティーサイズ」

ファンキー加藤
- 「太陽」

星野源
- 「Dead Leaf」
- 「サピエンス」
- 「創造」

ポルノグラフィティ
- 「君は100%」
- 「マイモデル」
- 「2012Spark」
- 「瞬く星の下で」
- 「むかいあわせ」
- 「光のストーリー」
- 「wataridori」
- 「Hey Mama」
- 「ソーシャル ESCAPE」
- 「バベルの風」
- 「螺旋」

松本孝弘
- 「BATTLEBOX」

美郷あき
- 「Life and proud」
- 「all allow」
- 「Unusual Days」

水樹奈々
- 「めぐり逢うすべてに」
- 「絶対的幸福論」

水瀬いのり
- 「星屑のコントレイル」

宮本浩次
- 「異邦人」
- 「ロマンス」
- 「木綿のハンカチーフ」
- 「喝采」
- 「白いパラソル」
- 「stranger」
- 「この道の先で」
- 「浮世小路のblues」
- 「十六夜の月」
- 「春なのに」
- 「passion」
- 「sha・la・la・la」
- 「just do it」
- 「shining」
- 「rain -愛だけを信じて」
- 「P.S.I love you」
- 「あばよ」
- 「飾りじゃないのよ　涙は」
- 「愛の戯れ」
- 「Woman “Wの悲劇”より」

武藤彩未
- 「悲しみよこんにちは」
- 「スマイル・フォー・ミー」
- 「涙のペーパームーン」

山崎あおい
- 「サカナ」
- 「モシモボクガ」

YUKI
- 「24hours」

ゆず
- 「SUBWAY」

吉岡聖恵
- 「糸」

吉澤嘉代子
- 「逃⾶⾏少⼥」
- 「ブルーベリーシガレット」

米津玄師
- 「TEENAGE RIOT」

レキシ
- 「Good bye ちょんまげ」
- 「真田記念日」
- 「ええじゃないか」
- 「万葉集」
- 「参勤交代」
- 「HiMiKo」
- 「踊り念仏」
- 「和睦」
- 「兄じゃ I need you」
- 「そうだレキシーランド行こう」
- 「きらきら武士」
- 「ペリーダンシング」
- 「どげんか遷都物語」
- 「ほととぎす」
- 「レキシ ト ア・ソ・ボ」
- 「妹子なぅ」
- 「狩りから稲作へ」
- 「大奥 〜ラビリンス〜」
- 「姫君Shake!」
- 「武士ワンダーランド」
- 「恋に落ち武者」
- 「古墳へGO!」
- 「甘えん坊将軍」
- 「LOVE弁慶」
- 「墾田永年私財法」
- 「キャッチミー岡っ引きさん」
- 「年貢 for you」
- 「RUN 飛脚 RUN」
- 「solt & stone」
- 「僕の印籠知りませんか?」
- 「憲法セブンティーン」
- 「ドゥ・ザ・キャッスル」
- 「牛シャウト!」
- 「一休さんに相談だ」
- 「古今 to 新古今」
- 「やぶさめの馬」
- 「SHIKIBU」
- 「寺子屋FUNK」
- 「旧石器ベイベ」
- 「刀狩りは突然に」
- 「最後の将軍」
- 「ザ・プライベート・ソウル・ショー」
- 「幸福論」

## ツアー・ライブサポート
- 絢香
- 有安杏果
- 家入レオ
- いきものがかり
- ウカスカジー
- 角松敏生
- 斉藤和義
- 椎名林檎
- 柴咲コウ
- つじあやの
- 葉加瀬太郎
- 平松愛理
- フジファブリック
- ポルノグラフィティ
- 宮本浩次
- レキシ[注 2]
- 星野源